# 巴納 (伊利諾伊州)
巴納（英語：Banner）是位於美國伊利諾伊州富爾頓縣的一個村落。

## 地理
巴納的座標為40°30′53″N 90°54′38″W / 40.51472°N 90.91056°W，而該地最高點為海拔高度143米（即469英尺）。

## 人口
根據2010年美國人口普查的數據，巴納的面積為3.34平方千米，當中陸地面積為3.34平方千米，而水域面積為0.00平方千米。當地共有人口189人，而人口密度為每平方千米56人。